# 然後，活下去
《然後，活下去》，2019年8月4日於日本WOWOW「連續劇W」時段每週日播出的電視連續劇，由岡田惠和編劇、有村架純與坂口健太郎主演。2019年9月2日發布將電視劇加上未公開鏡頭重新剪輯成電影，並於9月27日上映。

## 劇情簡介
3歲時父母因交通事故去世，由在盛岡經營理髮店的伯父（光石研 飾）收養的生田瞳子（有村架純 飾），長大後作為在地偶像非常活躍並已成為演員為目標，19歲那年她決定參加在東京舉辦的甄選會，然而在甄選會的前一天——2011年3月11日，發生了東日本大地震。
那年秋天瞳子和咖啡廳的同事韓國人韓俞利（知英 飾）一起去了宮城的氣仙沼當義工，並在認識了學生義工團體的管理成員東京的大學生清水清隆（坂口健太郎 飾），清隆以穩重而有條理的方式控制著現場，瞳子察覺到他的笑容中藏有秘密，但她並不知道清隆也和她一樣有著悲慘的過去，在氣仙沼的日子中瞳子和清隆漸漸產生了情愫。

## 登場人物

### 主要人物
- 生田瞳子：有村架純

從小父母雙亡被經營理髮店的伯父養大，以成為演員為目標，在參加東日本大地震賑災時認識了清隆。
- 清水清隆：坂口健太郎

東京的大學生在學生義工團體中擔任管理成員，和瞳子一樣有著悲慘的過去。

### 其他
- 韓俞利：知英[4]

韓國人，喜歡到不同國家一邊工作一邊旅行的自由女性。在盛岡生活和瞳子在同一家咖啡廳工作的她遇上了東日本大地震，並和瞳子一起前往氣仙沼參加賑災活動。
- 久保真二：岡山天音（日语：岡山天音）[5]

瞳子的高中同學，暗戀著瞳子。
- 坂本昌幸：萩原聖人

氣仙沼的理髮店店長。
- 生田和孝：光石研

瞳子的養父，在盛岡經營理髮店。
- 清水美惠子：南果步

清隆的母親。

## 製作團隊
- 劇本：岡田惠和
- 導演：月川翔（日语：月川翔）
- 配樂：村松崇繼
- 製作出品：WOWOW電視台

## 外部連結
- 《然後，活下去》WOWOW電視台官方網站 （页面存档备份，存于）

| WOWOW 連續劇W                            | WOWOW 連續劇W                             | WOWOW 連續劇W |
| ---------------------------------------- | ----------------------------------------- | ------------- |
|                                          | 然後，活下去 （2019年8月4日 - 2019年9月） |               |
| 神之手 （2019年6月23日 - 2019年7月21日） | —                                         |               |